# 征西大将軍
征西大将軍（せいせいだいしょうぐん/ 征西将軍（せいせいしょうぐん））は中国と日本で用いられた将軍の称号の一つ。常任職ではない。

## 概要
中国の南朝の宋が中国の内外で授与した将軍号の場合、征西将軍は三品、征西大将軍は二品の格式を有する。
日本が国内で独自に授与した征西大将軍/ 征西将軍の場合、奈良時代・平安時代に九州や四国地方を平定するために天皇（朝廷）から任命された将軍。征戎将軍ともいう。
六国史では、続日本紀養老4年（720年）7月3日条に「征西将軍以下抄士（かじとり）に至るまでそれぞれ物を賜う」とあり、これが「征西将軍」の初見である。
また、日本紀略天慶4年（941年）5月19日条には、瀬戸内海で反乱を起こした藤原純友を征伐するために藤原忠文を征西大将軍に任じるとある。
後に南北朝時代に南朝方が、離反した足利尊氏（北朝方）を征伐するために、また九州の南朝勢力のシンボルとして、延元元年（1336年）後醍醐天皇の皇子の懐良親王を任命し、親王の征西府は一時期その軍事力で九州をほぼ実効支配下に置いた。さらに正平（1366年）頃には後村上天皇の皇子の良成親王を任命した。